# Slim Borgudd
Karl Edward Tommy Borgudd, més conegut com a   Slim Borgudd    (Borgholm, 25 de novembre de 1946 - 23 de febrer de 2023), va ser un pilot de curses automobilístiques suec que va arribar a disputar curses de Fórmula 1.

## A la F1
Slim Borgudd va debutar a la quarta cursa de la temporada 1981 (la 32a temporada de la història) del campionat del món de la Fórmula 1, disputant el 3 de maig del 1981 el G.P. de San Marino al circuit d'Imola.
Va participar en un total de quinze curses puntuables pel campionat de la F1, disputades en dues temporades consecutives (1981 - 1982), aconseguint una sisena posició com millor classificació en una cursa i assolí un punt pel campionat del món de pilots.

## Resultats a la Fórmula 1
| Any  | Equip        | Xassís  | Motor    | 1      | 2     | 3        | 4      | 5       | 6       | 7       | 8       | 9     | 10      | 11      | 12     | 13      | 14      | 15      | 16  | Posició | Punts |
| ---- | ------------ | ------- | -------- | ------ | ----- | -------- | ------ | ------- | ------- | ------- | ------- | ----- | ------- | ------- | ------ | ------- | ------- | ------- | --- | ------- | ----- |
| 1981 | Team ATS     | ATS     | Cosworth | O.USA  | BRA   | ARG      | SMR 13 |         | MON NVQ |         |         |       |         |         |        |         |         |         |     | 18è     | 1     |
| 1981 | Team ATS     | ATS     | Cosworth |        |       |          |        | BEL NVQ |         | ESP NVQ | FRA NVQ | GBR 6 | ALE Ret | AUT Ret | HOL 10 | ITA Ret | CAN Ret | LVG NVQ |     | 18è     | 1     |
| 1982 | Team Tyrrell | Tyrrell | Cosworth | SUD 16 | BRA 7 | O.USA 10 | SMR    | BEL     | MON     | E.USA   | CAN     | HOL   | GBR     | FRA     | ALE    | AUT     | SUI     | ITA     | LVG | -       | 0     |

### Resum
| Curses: | Victòries: | Pòdiums: | Poles: | Voltes ràpides: | Punts: |
| ------- | ---------- | -------- | ------ | --------------- | ------ |
| 15 (10) | 0          | 0        | 0      | 0               | 1      |